# Municipal District of Wainwright No. 61
Der Municipal District of Wainwright No. 61 ist einer der 63 „municipal districts“ in Alberta, Kanada. Der Verwaltungsbezirk gehört zur „Census Division 7“ und wird der Region Zentral-Alberta zugerechnet. Der Bezirk als solches wurde zum 30. Januar 1942, durch die Zusammenlegung von anderen Verwaltungsbezirken bzw. Teilen von anderen Verwaltungsbezirken, eingerichtet (incorporated als „Municipal District of Wainwright No. 392.“) und sein Verwaltungssitz befindet sich in der Kleinstadt Wainwright.
Der Verwaltungsbezirk ist für die kommunale Selbstverwaltung in den ländlichen Gebieten sowie den nicht rechtsfähigen Gemeinden, wie Dörfern und Weilern und Ähnlichem, zuständig. Für die Verwaltung der Kleinstädte in seinen Gebietsgrenzen ist er nicht zuständig.

## Lage
Der „Municipal District“ liegt im zentralen Osten der kanadischen Provinz Alberta, etwa 210 km südöstlich von Edmonton und grenzt im Osten an die benachbarte Provinz Saskatchewan. Der Bezirk wird im Norden vom Battle River durchflossen, der für eine kurze Strecke auch die Bezirksgrenze markiert. Im Südwesten des Bezirks befindet sich mit dem Dillberry Lake Provincial Park einer der Provincial Parks in Alberta.
Im Westen des Bezirks befindet sich die Canadian Forces Base Wainwright, welche auf dem Gebiet des ehemaligen Buffalo-Nationalparks entstanden ist.
Die Hauptverkehrsachsen des Bezirks sind der in Ost-West-Richtung verlaufende Alberta Highway 14 sowie die in Nord-Süd-Richtung verlaufenden Alberta Highway 17 und Alberta Highway 41. Außerdem verläuft eine Eisenbahnstrecke der Canadian National Railway durch den Bezirk.
| County of Minburn No. 27 | County of Vermilion River                   |              |
| Flagstaff County         | Kompassrose, die auf Nachbargemeinden zeigt | Saskatchewan |
| Beaver County            | Municipal District of Provost No. 52        |              |

## Bevölkerung
| Jahr | Erhebung          | Einwohner | Änderung | Fläche (km²) | Bev.-dichte (EW/km²) |
| ---- | ----------------- | --------- | -------- | ------------ | -------------------- |
| 2016 | Volkszählung 2016 | 4479      | + 8,2 %  | 4156,56      | 1,1                  |
| 2011 | Volkszählung 2011 | 4138      | + 16,3 % | 4153,72      | 1,0                  |

## Gemeinden und Ortschaften
Folgende Gemeinden liegen innerhalb der Grenzen des Verwaltungsbezirks:
- Stadt (City): keine
- Kleinstadt (Town): Wainwright
- Dorf (Village): Chauvin, Edgerton, Irma
- Weiler (Hamlet): Fabyan, Greenshields, Ribstonee

Außerdem bestehen noch weitere, noch kleinere Ansiedlungen und Einzelgehöfte. Weiterhin liegen im Bezirk auch Kolonien der Hutterer. Diese Kolonien haben eine dorfähnliche Struktur und in der Regel 100 bis 150 Einwohnern.